# 기즈번 지방

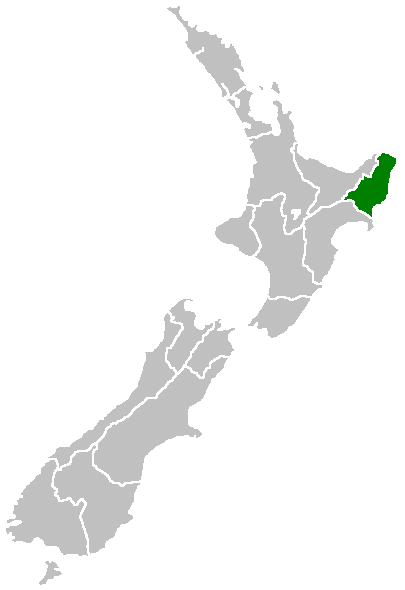
기즈번의 위치(초록색)

기즈번 지방(영어:Gisborne Region)은 뉴질랜드의 16개 행정 구역 중 하나이다. 최대 도시인 기즈번과 이름이 같다. 지역 이름은 식민지 총독이었던 윌리엄 기즈번의 이름을 따서 지어졌다. 의회는 기즈번 중심에 위치해 있다. 총 면적은 8,355km2이며, 인구는 2008년 기준 45,900명이다.

## 인구
| 연도  | 인구   | ±% p.a. |
| ----- | ------ | ------- |
| 1986  | 45,768 | —       |
| 1991  | 44,361 | −0.62%  |
| 1996  | 45,962 | +0.71%  |
| 2001  | 43,971 | −0.88%  |
| 2006  | 44,499 | +0.24%  |
| 2013  | 43,653 | −0.27%  |
| 2018  | 47,517 | +1.71%  |
| 출처: |        |         |

## 기후
일조량이 1년 평균 2,200시간이다. 평균 강수량은 다양하며 동부 해안이 평균 1000mm이고, 서부 고지대는 2500mm까지 비가 온다. 겨울마다 종종 우박이 떨어진다.
| Gisborne의 기후          | Gisborne의 기후 | Gisborne의 기후 | Gisborne의 기후 | Gisborne의 기후 | Gisborne의 기후 | Gisborne의 기후 | Gisborne의 기후 | Gisborne의 기후 | Gisborne의 기후 | Gisborne의 기후 | Gisborne의 기후 | Gisborne의 기후 | Gisborne의 기후 |
| 월                       | 1월             | 2월             | 3월             | 4월             | 5월             | 6월             | 7월             | 8월             | 9월             | 10월            | 11월            | 12월            | 연간            |
| ------------------------ | --------------- | --------------- | --------------- | --------------- | --------------- | --------------- | --------------- | --------------- | --------------- | --------------- | --------------- | --------------- | --------------- |
| 일평균 최고 기온 °C (°F) | 24.9 (76.8)     | 24.2 (75.6)     | 22.6 (72.7)     | 19.9 (67.8)     | 17.1 (62.8)     | 14.7 (58.5)     | 14.1 (57.4)     | 14.9 (58.8)     | 16.8 (62.2)     | 19.0 (66.2)     | 21.3 (70.3)     | 23.3 (73.9)     | 19.5 (67.1)     |
| 일평균 최저 기온 °C (°F) | 13.6 (56.5)     | 13.6 (56.5)     | 12.2 (54.0)     | 9.6 (49.3)      | 6.9 (44.4)      | 5.3 (41.5)      | 4.6 (40.3)      | 5.4 (41.7)      | 6.8 (44.2)      | 8.6 (47.5)      | 10.5 (50.9)     | 12.3 (54.1)     | 9.1 (48.4)      |
| 평균 강수량 mm (인치)    | 54 (2.1)        | 78 (3.1)        | 99 (3.9)        | 103 (4.1)       | 97 (3.8)        | 125 (4.9)       | 119 (4.7)       | 93 (3.7)        | 101 (4.0)       | 63 (2.5)        | 65 (2.6)        | 67 (2.6)        | 1,050 (41.3)    |
| 출처: NIWA Climate Data  |                 |                 |                 |                 |                 |                 |                 |                 |                 |                 |                 |                 |                 |

## 산업
온화한 기후와 기름진 토지 덕분에 포도, 키위 등을 경작하는데 최적이다. 낙농업도 성하며, 포도주의 생산도 뉴질랜드 안에서 손꼽히는 편이다.

## 역사
1769년 10월 9일에 제임스 쿡이 상륙하였다. (그가 상륙한 카이티 언덕에는 그의 동상이 세워져있다) 강의 평야들의 풍부한 비옥과 해안선에 놓인 해상 생활의 풍족함에 의하여, 마오리족이 이 지역을 차지하고 있었다. 마오리어로 투랑아 아 키와(Turanga a Kiwa)로 알려졌다.
이 지역의 첫 영구적 정착자는 1831년 5월에 도착한 J. W. 해리스 선장이었다. 그는 이 지방의 포경업의 첫 장소를 세웠고, 1839년에는 와이파오아 강에 농업을 시작하였다.
1870년 식민지 총독 윌리엄 기즈번이 마오리족들로부터 이 땅을 샀다. 정착은 1877년에 읍으로 구성되었고, 1955년에 도시가 되었다.

### 2007년 지진
2007년 12월 20일 오후 8시 55분에 규모 6.8의 지진이 일어났다. 기즈번 시내의 빌딩 3개가 무너졌고 1명의 사망자를 내었다.

## 행정
20개의 교외 지역으로 나뉜다.